# Iglesia de la Asunción de la Santísima Virgen María
La Iglesia de la Asunción de la Santísima Virgen María es una iglesia ubicada en 13770 Gratiot Avenue en Detroit, Míchigan. Se la conoce comúnmente como la Iglesia de la Gruta de la Asunción. Fue designada Sitio Histórico del Estado de Míchigan en 1990 y se incluyó en el Registro Nacional de Lugares Históricos en 1991.

## Arquitectura
El Complejo de la Iglesia de la Asunción de la Santísima Virgen María consta de múltiples estructuras: la iglesia, un convento, una rectoría, un cementerio y la gruta, junto con una sala de calderas utilitaria. Un gimnasio y edificio de actividades, construido en la década de 1960, se encuentra detrás del convento detrás de un área vacía que anteriormente estaba ocupada por un edificio escolar.
La iglesia es una estructura neogótica de planta basilical, revestida de piedra caliza y ocupa el centro de la propiedad frente a la avenida Gratiot. El interior incluye altares y rieles de comunión de mármol italiano y vitrales que ilustran escenas de la vida de María y los santos.
La rectoría data de 1918 y se encuentra al sur de la iglesia y el convento al norte data de principios de la década de 1920. Ambos están construidos en ladrillo rojo junto con la modesta sala de calderas ubicada junto al convento. Un cementerio con una variedad de monumentos que abarcan desde principios del siglo XIX hasta el presente se encuentra al este, en la parte trasera. Una gran estatua de Nuestra Señora de Lourdes se encuentra en el terreno frente a Gratiot.
Cerca de la parte trasera del cementerio está la gruta. El santuario está construido con piedra caliza importada. Las rocas colocadas alrededor del santuario (así como en el cementerio) fueron cargadas por agricultores de todas partes de Míchigan. Algunas de las piedras y muchas de las piezas de piedra caliza están talladas con nombres y dedicatorias.

## Historia

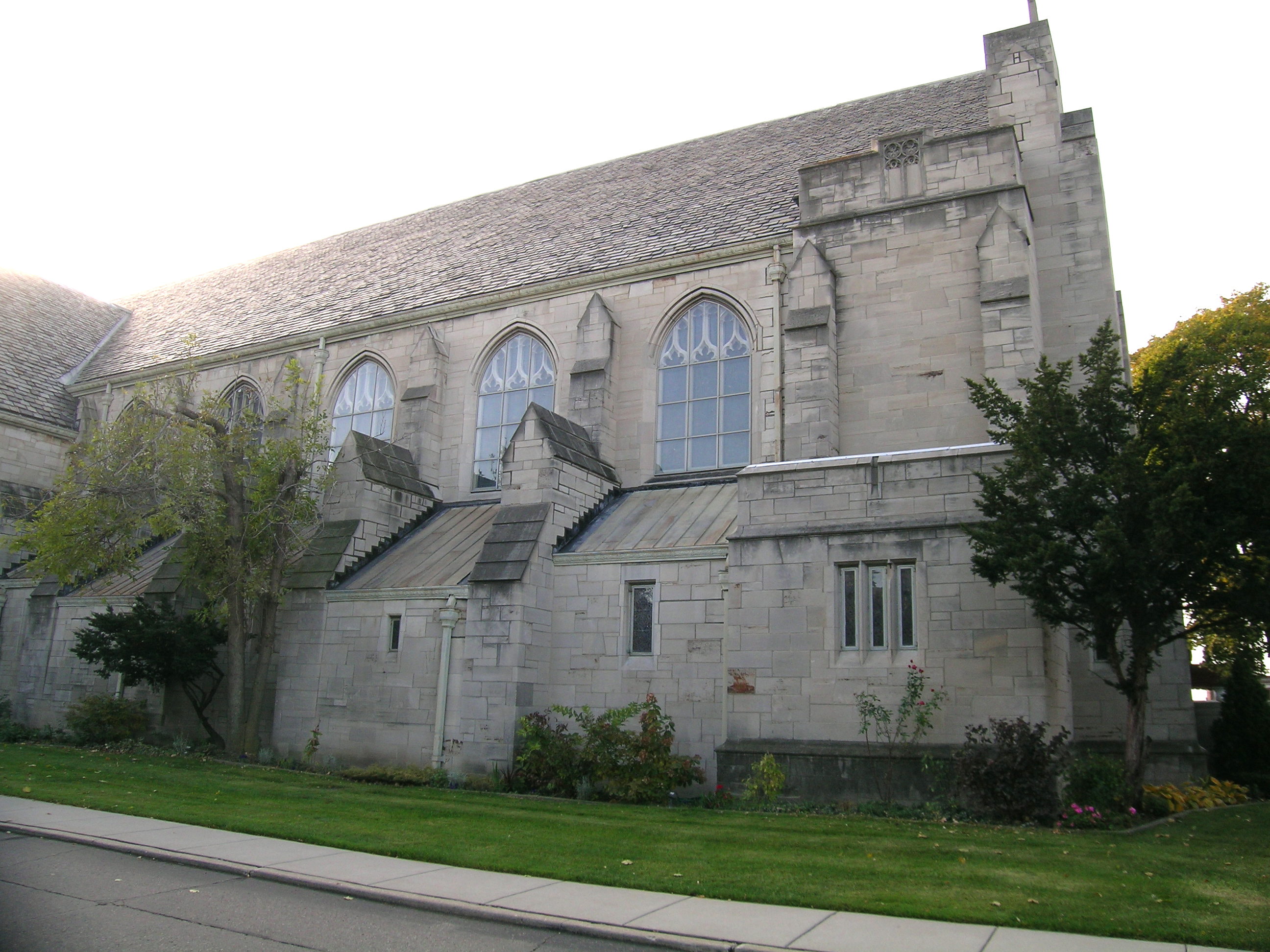
Vista lateral.

Cuando los inmigrantes alemanes llegaron por primera vez a Detroit en 1830, llegaron en medio de una epidemia de cólera. Evitando la ciudad, viajaron hacia el norte a lo largo de Gratiot, instalándose en un área donde ya vivía un puñado de católicos franceses. Los alemanes establecieron un pequeño asentamiento llamado Connor's Creek y construyeron una iglesia de troncos en el sitio donde ahora se encuentra esta iglesia.
Llamaron al edificio Kirchen Wald (Iglesia en el bosque), y los misioneros redentoristas ofrecieron servicios católicos en la estructura. El nombre fue cambiado más tarde a "Capilla de la Asunción" y más tarde "Santa María en el bosque" antes de ser designada como "Iglesia de la Asunción de la Santísima Virgen María".
En 1847, la Iglesia de la Asunción de la Santísima Virgen María fue designada parroquia, la segunda en lo que ahora es Detroit. En 1852, el primer pastor a tiempo completo, el padre Amandus Van Den Driessche de Flandes, Bélgica, fue asignado a la iglesia. Comenzó a construir una estructura de ladrillo permanente, que se completó a fines de 1852 y tenía 500 asientos.
En 1876, Vandendriessche visitó Francia y quedó tan impresionado por el Santuario de Nuestra Señora de Lourdes que hizo construir una réplica de la gruta, diseñada por Peter Dederichs, en la iglesia. La gruta se completó en 1881. El 30 de abril de 1882, el papa León XIII firmó una proclama concediendo indulgencias parciales y plenarias a todo aquel que visitara la Gruta y rezara por la propagación de la fe.
A medida que Detroit creció a principios del siglo XX, también lo hizo la parroquia. Cuando se quemó la iglesia de 1852, comenzó la construcción de una tercera iglesia en 1907. Sin embargo, la población siguió creciendo. Para satisfacer las necesidades de la congregación más grande, el arquitecto Aloys Frank Herman (en un trabajo en solitario aparte de su asociación a largo plazo Herman y Simons) diseñó la iglesia actual que se construyó en 1928-1929 y dedicada el 22 de septiembre de 1929.